# Huachicolero
En México, se denomina huachicolero a la persona que se dedica al robo y venta ilegal de combustible (gasolina o diésel) y bebidas alcohólicas adulteradas. Esta actividad creció en la década de 2010 cuando grupos del crimen organizado en México incorporaron el robo de gasolina como parte de sus principales fuentes de ingresos. La palabra deriva de huachicol más el sufijo –ero que, en sustantivos, indica oficio, ocupación, profesión o cargo. El huachicol es una bebida alcohólica adulterada con alcohol de caña y con otros compuestos, y también sirve para nombrar el combustible robado, que puede estar adulterado. Según el Diccionario del español de México, huachicol o guachicol tiene dos significados principales: por un lado, es aquella persona que se dedica a bajar fruta de los árboles usando un cuachicol o huachicol, que es una vara larga que lleva en un extremo una canastilla; por el otro, es el ‘delincuente que se dedica a robar gasolina perforando los oleoductos que la conducen’.

## Ilegalidad
En ciertas zonas de México, la producción y comercialización de productos adulterados, piratas, clonados o robados se ha convertido en una actividad económica lucrativa. El robo de gasolina en el país se desarrolla principalmente en los estados de Puebla, Hidalgo, Oaxaca, Guanajuato, Veracruz y Tamaulipas; algunos de los factores que la favorecen son la escasa infraestructura carretera y la cercanía a los ductos que comercializan combustible hacia el centro del país. A la zona donde se adultera o se comercializa el combustible robado en México se le ha denominado el "triángulo rojo" o la "franja roja" o "Triángulo de las Bermudas".
Generalmente, el robo de combustible se realiza directamente de los oleoductos de Petróleos Mexicanos, de los cuales se extrae el combustible a través de perforaciones. A esta técnica se le conoce comúnmente como ordeña de ductos. Después de detectar el ducto, los huachicoleros realizan un corte e instalan una llave improvisada para extraer el combustible, que se vende más tarde en comercios cercanos o a traileros que pasan por la comunidad.[cita requerida] Generalmente, los precios se establecen entre 8 y 10 pesos el litro. El diésel y la gasolina magna son los combustibles más comercializados. En México, esta actividad es un delito federal. Sin embargo, a mayo del 2017 no se había reportado sentencia alguna en contra de grupos delictivos como el Cártel de Santa Rosa de Lima y Cártel de Jalisco Nueva Generación que se dedican a la extracción ilegal de combustibles.[cita requerida] El gobierno federal puso en marcha el 20 de diciembre del 2018 el Plan Conjunto de Atención a las instalaciones de Pemex, que tiene como propósito evitar el robo de combustible y acabar con la corrupción que conlleva, el presidente López Obrador aseguró que en sólo 5 días, este plan disminuyó 55 por ciento el robo de hidrocarburos. A pesar de declaraciones que desmienten el desabasto de gasolina, en las primeras semanas del 2019 la población ha referido ausencia de gasolina así como gasolineras cerradas en varios estados de la república.